# Billion Dollar Brain
Billion Dollar Brain is een spionagefilm uit 1967 van Ken Russell, gebaseerd op het gelijknamige boek van Len Deighton. Het is een van de eerste bioscoopfilms van Russell. Michael Caine vertolkt voor de derde maal de rol van geheim agent Harry Palmer (eerder gebeurde dat in The IPCRESS File en Funeral in Berlin). De vrouwelijke hoofdrol werd gespeeld door Françoise Dorléac. Dit was haar laatste film; ze kwam later in 1967 om in een auto-ongeval.

## Verhaal
Het verhaal draait rond het plan van de waanzinnige Amerikaanse oliemagnaat 'General' Midwinter (Ed Begley) om de Sovjet-Unie ten val te brengen. Het "brein" uit de titel is een verfijnde computer waarmee hij een wereldwijd anticommunistisch spionagenetwerk leidt. Uiteindelijk wordt hij bij zijn poging om Letland te bereiken over de bevroren Oostzee, samen met zijn privéleger vernietigd.

## Muziek
De originele muziek in de film is van Richard Rodney Bennett. De soundtrack kwam uit op een LP van United Artists.

## Rolverdeling
| Acteur            | Personage           |
| ----------------- | ------------------- |
| Michael Caine     | Harry Palmer        |
| Karl Malden       | Leo Newbigen        |
| Ed Begley         | 'General' Midwinter |
| Oskar Homolka     | Colonel Stok        |
| Françoise Dorléac | Anya                |
| Guy Doleman       | Colonel Ross        |
| Milo Sperber      | Basil               |